# Santuario della Madonna dei Prati (Busseto)
Il santuario della Madonna dei Prati è un luogo di culto cattolico dalle forme barocche, situato in località Madonna dei Prati 134 a Busseto, in provincia di Parma e diocesi di Fidenza; è sede di una parrocchia compresa nel vicariato della Bassa Parmense.

## Storia
Fino agli inizi del XVII secolo i prati della Colombarola, appartenenti ai nobili Boselli, erano privi di abitazioni e costruzioni, ma nel 1632 alcuni devoti di un'immagine cinquecentesca della Madonna vi edificarono una piccola cappella per accogliere il sacro dipinto, oggetto di profonda venerazione. Alcuni anni dopo i gesuiti di Fidenza restaurarono il luogo di culto, dipendente dalla vicina chiesa di San Michele Arcangelo di Roncole.
Nei decenni successivi accorse un sempre crescente numero di fedeli, che donarono ingentissime offerte; per questo il vescovo di Fidenza Niccolò Carranza intorno al 1680 acconsentì alla costruzione di un tempio sufficientemente ampio da poter accogliere i pellegrini, ma ne nacque un lungo contenzioso con Giulio Cesare Boselli, che accampava diritti sul terreno e sulle elemosine raccolte nella cappella. La situazione si risolse soltanto nel 1690, in seguito all'intercessione del duca di Parma Ranuccio II Farnese, che costrinse il Boselli alla cessione gratuita del fondo.
Il vescovo incaricò del progetto l'architetto don Francesco Callegari, che eresse dapprima il porticato ovest del santuario e successivamente l'oratorio, aperto ai fedeli nel 1696 e dedicato al Santissimo Nome di Maria, per ricordare la vittoriosa battaglia di Vienna del 1683.
La chiesa fu negli anni seguenti arricchita con numerose opere grazie ad altre donazioni, tra cui il lascito dei figli di Giulio Cesare Boselli, che nel 1703 provvidero alle suppellettili e alle decorazioni dell'altare maggiore; la facciata del tempio rimase tuttavia incompiuta.
Il santuario è legato al nome di Giuseppe Verdi causa un evento tragico. Verso il 1820 Giuseppe Verdi, ancora bambino, mentre serviva messa nella chiesa di San Michele Arcangelo di Roncole, si distrasse ascoltando la musica dell'organo e non rispose alle richieste de sacerdote don Giacomo Masini, che gli affibbiò una pedata facendolo scivolare dai gradini dell'altare; il chierichetto urlò al celebrante, in dialetto parmigiano: "Dio t' manda na sajètta!" ("Dio ti mandi una saetta!")
Qualche tempo dopo, il 14 settembre del 1828, in occasione della celebrazione della festa della Madonna, Verdi si diresse al santuario all'ora dei vespri, ma fu sorpreso durante il tragitto da un temporale e si rifugiò nella casa di alcuni conoscenti. Proprio allora all'interno della chiesa la funzione fu bruscamente interrotta dalla caduta di un fulmine, che, oltre a bruciare tutti gli ex voto appesi alle pareti e a sciogliere la doratura della pala d'altare, uccise don Giacomo Masini, altri tre celebranti, due cantori del coro, tra i quali Gaetano Bianchi, parente di Giuseppe Verdi, e due cani; il futuro Maestro, ignaro dell'accaduto, giunse nella chiesa solo qualche tempo dopo e rimase fortemente scosso dalla scena.
Il luogo di culto cadde successivamente nel degrado e fu chiuso al culto, mentre la canonica fu trasformata nell'abitazione dello stradino comunale. Solo nel 1885 alcuni fedeli iniziarono a mostrare nuovamente interesse per l'oratorio, che nel 1904 fu elevato a santuario mariano dal vescovo Pietro Terroni.
Nel 1911 il rettore incaricò l'architetto Camillo Uccelli del progetto del campanile, ma i lavori non furono avviati per mancanza di fondi. Nello stesso anno, grazie al crescente numero di pellegrini, fu aperto nel porticato ovest un ristorante annesso al santuario, ma fu chiuso già nel 1915.
Nel 1926 la chiesa fu elevata a parrocchia dal vescovo Giuseppe Fabbrucci.
Nel 1955 fu innalzato su progetto dell'architetto Camillo Piccoli il piccolo campanile sulla sinistra della facciata, con concerto di 8 campane.
Nel 1971 il tetto del santuario fu ricostruito in quanto gravemente danneggiato da un violento nubifragio.
A metà novembre del 2018 parte del tetto crollò a causa del cedimento di una trave, comportando la chiusura del luogo di culto fino all'agosto 2025, quando ha riaperto dopo la messa in sicurezza e un parziale restauro.

## Descrizione

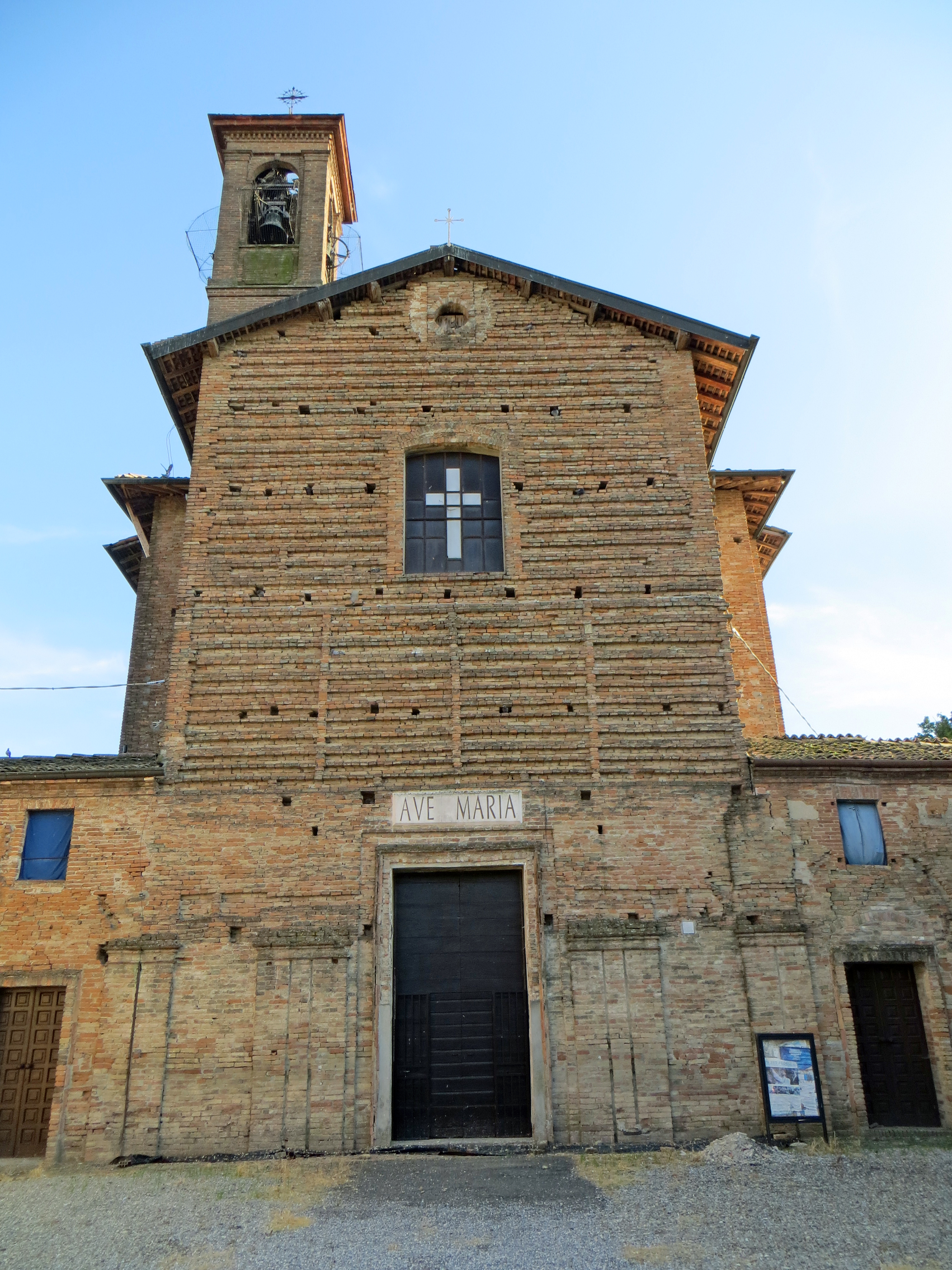
Facciata

Il santuario si sviluppa su una pianta centrale con presbiterio absidato; la chiesa è preceduta da un sagrato affiancato da due edifici: a est si erge la canonica, mentre a ovest è posto un modesto fabbricato adibito a funzioni di servizio.
La simmetrica facciata a capanna in laterizio, alta 17 m, è caratterizzata dalla mancanza del rivestimento; al centro è posto l'ampio portale d'ingresso, delimitato da un accenno di cornice e coronato dall'epigrafe AVE MARIA; mentre ai lati si distinguono nella murature alcune lesene incomplete, più in alto si apre nel mezzo un finestrone ad arco ribassato, sovrastato in sommità da una piccola apertura circolare. Sulla sinistra si eleva il sottile campanile alto 27 m, la cui cella campanaria si affaccia sulle quattro fronti attraverso aperture ad arco a tutto sesto. Sui fianchi si ergono in continuità col prospetto due simmetrici corpi su due livelli, da cui originariamente aggettavano altrettanti porticati, abbattuti agli inizi del XIX secolo in quanto pericolanti.
Sulla sinistra del sagrato si erge su due livelli oltre al sottotetto l'elegante canonica, interamente intonacata; la palazzina, seppur deteriorata, è caratterizzata dalla presenza di lesene e fasce marcapiano. Sul lato opposto si eleva su due piani un edificio di servizio, costruito sul luogo dell'antica cappellina seicentesca; la struttura mostra ancora in rilievo i pilastri e le arcate a sesto ribassato in laterizio del portico originario, tamponato nel XX secolo in seguito alla chiusura del ristorante.
All'interno del tempio l'alta navata, coperta da una volta a botte lunettata, è affiancata nel mezzo da due ampie cappelle; le pareti, intonacate, sono scandite da lesene coronate da capitelli dorici a sostegno della trabeazione in aggetto. Sulla sinistra dell'ingresso sono visibili le corde delle otto campane della torre campanaria, mentre accanto all'accesso della sagrestia è posizionata una campanella utilizzata per segnalare l'inizio delle funzioni religiose.
L'abside è coronata da un baldacchino e dominata dalla pala con monumentale cornice lignea barocca, bianca e dorata, fastosamente intagliata a motivi floreali e arricchita con sei angioletti; la tela, raffigurante la Madonna dei Prati, fu realizzata nel 1950 da Giuseppe Moroni, a copertura del venerato affresco cinquecentesco, collocato nel 1632 nella cappellina e trasferito alla fine del XVII secolo dietro all'altare maggiore in una posizione poco visibile; nel 1912 l'antico dipinto fu spostato più in alto, ma durante i lavori fu parzialmente danneggiato, tanto da indurre al suo occultamento. Più in basso è posto il coro in legno intagliato.
L'odierno altare maggiore post-conciliare risale al 1985; al suo posto originariamente si trovava l'altare ligneo laccato oggi posizionato nella Cappella del miracolo di sant'Antonio; nel 1904, in occasione dell'elevazione a santuario dell'oratorio, l'altare mobile fu sostituito con uno fisso in marmo, dal 1985 collocato nella sagrestia.

### Cappelle

#### Cappella del miracolo di sant'Antonio
La cappella destra, intitolata al miracolo di sant'Antonio, è dominata dalla pala raffigurante Sant'Antonio che risuscita un bambino, copia di un originale dipinto nel XVI secolo da Girolamo Mazzola Bedoli e conservato presso il Museo nazionale di Capodimonte a Napoli; la tela, delimitata da una cornice lignea barocca, dorata e intagliata, è collocata sopra all'altare in legno laccato, originariamente posto nel presbiterio, donato dalla famiglia Boselli nel 1703.
Sulla parete sinistra è appeso un ovale rappresentante San Luigi Gonzaga che contempla il Crocefisso, risalente agli inizi del XVIII secolo.
Nella cappella è inoltre posizionata una statua lignea novecentesca, raffigurante Sant'Antonio Abate, realizzata dagli scultori Insam e Prinoth di Ortisei.

#### Cappella della Sacra Famiglia
La cappella sinistra, intitolata alla Sacra Famiglia, è dominata dalla pala raffigurante Dio Padre e la Sacra Famiglia, attribuita a uno dei fratelli Campi o a Pasquale Ottino; la tela, delimitata da una monumentale cornice lignea barocca, riccamente intagliata, fu probabilmente commissionata dalla famiglia Pallavicino. Più in basso è posto l'altare in marmi policromi, sormontato da un tabernacolo ottocentesco in legno dorato, scolpito e intarsiato.
Sulla parete destra è appeso un ovale rappresentante le Sante Lucia e Apollonia, realizzato agli inizi del XVIII secolo dallo stesso autore parmense dell'ovale nella cappella opposta.